# Vincent Fang
Vincent Fang (kínaiul: 方文山, pinjin: Fāng Wénshān, magyaros átírással: Fang Ven-san; 1969. január 26.) többszörös díjnyertes tajvani dalszövegíró, író. Jay Chou mandopopsztárral való együttműködéséről lett ismert, Chou dalainak több mint a feléhez írt szöveget. 1998-ban kezdtek el együtt dolgozni, azóta Fang több mint száz dalszöveget és több könyvet is írt.
Fang dalszövegei jellemzően tovább mutatnak, mint az egyszerű szerelmi balladák és számos témakört lefednek a családtól a kínai történelmen át a háborúig. Költészeti stílusának a szu jan (Su Yan) (素顏韻腳詩) nevet adta, és közismert róla, hogy stílusa igen közel áll a tradicionális kínai költészethez, melynek elemeit gyakran felhasználja, ha kínai történelmi vagy népi témakörben ír.

## Élete
1969-ben született Tajvanon, munkáscsaládban. Gyermekkorában rossz tanuló volt, a középiskola elvégzése után besorozták katonának. Szabadidejét olvasással és filmnézéssel töltötte, ami felkeltette benne a szavak és a nyelv iránti érdeklődést.
1991-ben szerelt le, a következő hét évben több mint húsz állása volt; dolgozott újságkihordóként, szerelőként, gyári munkásként és teherautósofőrként is. Annak ellenére, hogy nem volt semmilyen képzettsége a nyelvészet terén, elhatározta, hogy írással fog foglalkozni. 1992-ben esti iskolában forgatókönyvírást tanult. Úgy tervezte, előbb dalszövegíróként helyezkedik el, majd fokozatosan áttér a forgatókönyvírásra.

## Pályafutása

### Kezdetek a zeneiparban
1995-től két éven keresztül több mint 100 dalszöveget írt, remélve, hogy a „portfóliója” megnyeri a zenei mágnások tetszését. CD-borítókon talált kiadói címekre küldözgette el gyűjteményét, de az elküldött több mint száz levélből csak egyre érkezett válasz, Jacky Wutól, a befolyásos tajvani televíziós személyiségtől, aki épp új tehetségeket keresett a produkciós cégéhez. 1997-ben, 28 évesen Fang szerződést írt alá Wu cégével, ahol bemutatták a frissen leszerződtetett, 18 éves, akkor még teljesen ismeretlen zeneszerzőnek, Jay Chounak. Kínai előadók számára írtak ők ketten dalokat, bár ismertséget ezzel nem szereztek. Fang akkor lett ismert, amikor 2000-ben elindult Chou énekes-dalszerzői karrierje. Chou dalainak sikeréhez Fang dalszövegei is hozzájárultak.

### A közös munka Jay Chouval
Amikor 1998-ban Chou és Fang elkezdett együtt dolgozni, Fang korábban megírt dalszövegei közül válogattak. Az első közös dalukat Chou a You are happier than before szövegéhez komponálta, ami Jacky Wu albumára került fel. A közös munka során a megszokott metódus az lett, hogy Chou megírta a zenét, amihez Fang kitalálta a dalszöveget. Számos neves előadónak írtak együtt dalokat, például Landy Wennek, Valen Hsunak, Leo Kunak.
2000-ben Chou elindította saját énekesi karrierjét is debütáló albumával a Jay-jel. Azóta Fang Chou dalainak több mint a feléhez írt szöveget. Annak ellenére, hogy Chout kritizálták érthetetlen rappelési stílusa miatt, a közönség imádja Fang dalszövegeit.

### Díjak, elismerések
Vincent Fangot nyolc egymást követő évben jelölték a tajvani Golden Melody Awards legjobb dalszövegírónak járó díjára, kétszer nyerte el az elismerést. Ezen felül több mint egy tucat díjjal tüntették ki szerte Ázsiában dalszövegírói munkásságáért.

### Íróként
Fang négy könyvet írt, 2002-ben saját kiadót indított Chinapublishing (華人版圖) néven.
Megjelent kötetei:
- 《吳宗憲的深情往事》 (Jacky Wu's deep feelings and past)
- 《半島鐵盒》 (The iron box of the peninsular)
- 《演好你自己的偶像劇》 (Acting your roles in idol drama)
- 《關於方文山的素顏韻腳詩》 (About Vincent Fang's Su Yan Rhyme Poetry)
- 《中國風—歌詞裡的文字遊戲》 (China Wind Musical style - the literary and poetry games in the lyrics)
- 《青花瓷—隱藏在釉色裡的文字秘密》 (The song "Blue and White Porcelain" - the hidden literary meanings in the glaze)